# Gerrit Paape

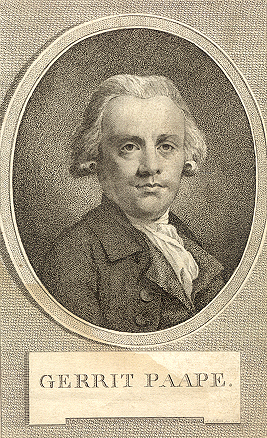
Gerrit Paape

Gerrit Paape (Delft, 4 februari 1752 – Den Haag, 7 december 1803) was een Nederlandse plateelschilder, dichter, journalist, romanschrijver, rechter, columnist en aan het einde van zijn carrière ambtenaar op het ministerie van Nationale Opvoeding.

## Levensloop
Paape kwam ter wereld in een arm gezin met veel kinderen. Omdat hij goed kon tekenen, leverde zijn vader hem in 1765 af bij een plaatselijke aardewerkfabriek, waar hij het ambacht van plateelschilder leerde. In 1779 werd hij ontslagen. In Delft was hij inmiddels opgenomen in een kring van dichters, liefhebbers en notabelen. In 1781 kreeg hij een baantje als bediende bij de Kamer van Charitate, de plaatselijke instelling van armenzorg. Allengs won Paape in de Delftse politiek aan gezag en zeggenschap. In 1782 sloot hij zich aan bij de Patriotten. Op 12 januari 1784 werd het exercitiegenootschap in Delft opgericht.
In 1785 begon hij als journalist van de plaatselijke Hollandsche Historische Courant (1733-1788), sinds 1775 in handen van Wybo Fijnje. De krant werd tot de radicaalste dagbladen van het land gerekend. Fijnje moest zich diverse malen komen verantwoorden, vooral voor artikelen die geschreven waren door zijn vriend en mederedacteur. Paape schreef pamfletten en gedichten en wierp zich op als theoreticus van de patriotten en als historicus van de genootschappen. Hij behandelde in zijn eerste en enige deel de geschiedenis van het genootschap in Dordrecht, Delft en Almelo. Op 21 augustus 1787 vond in Delft een omwenteling plaats in de vroedschap: diverse regenten werden afgezet. Gerrit Paape legde er in zijn verslag de nadruk op dat de tegenpartij beschaamd en verstomd was door de orde en rust waarin zich het gehele gebeuren had afgespeeld.
Eind september 1787 vluchtte Paape naar Amsterdam en twee weken later met pruik en hoed via Antwerpen en Brussel naar Duinkerken. Op 3 april 1789 werden hij en Wybo Fynje wegens majesteitsschennis voor eeuwig de toegang tot vier gewesten ontzegd: Holland, Zeeland, Friesland en Utrecht. Herman Willem Daendels benoemde Paape in Sint-Omaars als zijn secretaris. Onder Pichegru kwamen de beide mannen op 21 september 1794 in 's-Hertogenbosch terecht. Het beleg van de stad zou drie weken duren. Daendels plannen tot eigenmachtig optreden in de Bommelerwaard, in zijn opdracht door Paape naar de krant verstuurd, verschrikte de Fransen.

### Na de omwenteling
Na baantjes in Delft, Dordrecht en Den Haag werd hem in september 1796 een eervolle betrekking in Leeuwarden aangeboden. Daar werd hij benoemd in de Raad van Justitie, maar zonder enige juridische kwalificatie. Paape hervatte zijn journalistieke werk bij de radicale Friesche Courant om de burgers met het revolutionaire ideeëngoed vertrouwd te maken, gewoonlijk onder pseudoniem. Het Kollumer oproer veroorzaakte grote tegenstellingen in Friesland, zodat Daendels te hulp werd geroepen. Paape, anti-orangist in hart en nieren, gooide zijn onafhankelijkheid te grabbel door vooruit te lopen op gerechtelijke procedures en uitspraken. Paape werd geroyeerd en vertrok hij in mei 1797 naar Den Haag. Er deugde niets meer van de Bataafse Revolutie.
Paape schreef Vrolijke Caracterschetsen en De Knorrepot en de Menschenvriend, een scherp en briljant portret van zijn voormalige collega-rechter in Leeuwarden, de radicale Abraham Staal, die mogelijk al in 1787 een niet te veronachtzamen rol speelde. In 1798 is hij benoemd als ambtenaar op het ministerie van Nationale Opvoeding. Ten tijde van de Staatsgreep hernieuwde hij zijn contact met Pieter Vreede. In zijn laatste levensjaren werd Paape getroffen door ziekten, die hem tot het bed veroordeelden. Hij overleed op 51-jarige leeftijd in Den Haag aan waterzucht.

## Werken
Paape schreef talrijke boeken en toneelstukken, veelal geromantiseerde verhalen over het vluchtelingenleven in de Zuidelijke Nederlanden en Frankrijk, gebaseerd op werkelijke gebeurtenissen en feiten. Gerrit Paape redigeerde Reize door de Oostenrijkse Nederlanden. De ballingen in het kasteel te Watten figureren in zijn roman De gelukkige emigranten. Paape hield zich bezig met het vertalen van de Verklaring van de Rechten van de Mens. In 's-Hertogenbosch gaf Paape het tijdschrift De keezensociëteit uit.
Vergelijkbaar met Voltaire, schreef hij in 1798 een satirische roman, Het leven en sterven van een hedendaagsch Aristocraat, waarin hij op zeer cynische wijze beschrijft hoe de oude adel ogenschijnlijk de revolutie omarmt om haar eigen hachje te redden en uiteindelijk, zonder titels en wapenschilden, nog brutaler en machtswellustiger dan voorheen wordt.
Hij publiceerde naast zijn literaire werk ook over exercitiegenootschappen, bijenteelt en plateelschilders. In zijn laatste boek De onverbloemde geschiedenis zegt Paape op de eerste bladzijde niet te weten ... of hij om het Patriottismus schreien of lachen moet.
De meest uitgebreide en complete biografie over Gerrit Paape is de dissertatie van Peter Altena 'Gerrit Paape (1752-1803) 'Levens en werken (2011) waarop Peter Altena aan de Radboud Universiteit Nijmegen promoveerde.
- Bijbel- en zedegedichten[a] (1777)
- De edelmoedige liefde; zedenspel[b] (1777)
- Bijbel-, zede- en mengeldichten[c] (1778)
- De vernederde en verheerlijkte Jezus, en andere gedichten[d] (1778)
- Kinderpligten, gebeden en samenspraaken, geschikt naar de vatbaarheid der jeugd (1779, met Maria van Schie) heruitgegeven in 1999 door: Amsterdam, Stichting Neerlandistiek VU ISBN 90-72365-60-7
- Job in vier boeken[e] (1779)
- De christen, in negen boeken[f] (1780)
- Op het overlijden van mijn dochtertje, Adriana Maria Paape; gebooren den XXIII van Lentemaand, overleeden den XIII van Slagtmaand, MDCCLXXXI[g] (1781)
- Lijkzangen[h] (1783). Op het overlijden van mijn' vader, Roeland van Schie; overleeden den XXX van Herfstmaand, MDCCLXXXIII. In den ouderdom van ruim vijf en tagtig jaaren
- Vaderlandsche gedichten[i][j][k] (3 delen, 1784)
- Aanmoediging, aan de Delftsche schutterij; bij deszelfs vorderingen in den wapenhandel[l] (1784)
- De aristocraat en de burger[m] (1785)
- De abderiten. Een staatkundige roman[n][o] (vertaling van Geschichte der Abderiten van Christoph Martin Wieland, 1786)
- De patriot op zyn sterfbed, of de euangelische godvrugt, gepaard met de waare vaderlandliefde[p] (1786)
- Het feest der vrijheidszoonen. Ter tweede verjaaring van het genootschap van wapenoeffening te Delft[q] (1786)
- De taal van Hollands souverain, of de vaderlandsche bededag[r] (1786)
- De gewapende burgercorpsen en de antipatriottische geestelyken, in verscheiden brieven aan een vaderlandsch predikant[s] (1786)
- De vryheid. Toneelspel[t] (1786)
- Geschiedenis der gewapende burgercorpsen in Nederland[u] (1787)
- Vaderlandsche blijspelen[v] (1787). Bevat: De vaderlander; De partyzucht; De verliefde meisjes of De couranten; De vroedschap; De uittrekking; Het oproer
- De zegepraal van Utrechts burgers; of De vaderlandsche held, tooneelspel[w] (toegeschreven, 1787)
- Grondwettige herstelling van het geluk der Nederlandsche maatschappy, volgens de wysgeerte en menschkunde[x] (1787)
- Het patriottismus[y] (1787)
- Aanmoediging aan myne medevaderlanders[z] (1787)
- Geschiedenis van het exercitie-genootschap der stad Almeloo, in de provincie van Overyssel, in het landschap Twenthe[aa] (1787)
- Geschiedenis van het gelegaliseerde genootschap van wapenoeffening, de Vryheid. Te Dordrecht[ab] (1787)
- Sphrodias en Olynthia, of het vaderland en de liefde, treurspel[ac] (1788)
- Agis; of de republiek Sparta, treurspel[ad] (1788)
- En deze huuwlyken? - zyn zekerlyk niet in den hemel geslooten[ae] (Vertaler, 1788). Oospr. titel: Und diese Ehen? waren wohl nicht im Himmel geschlossen? van Johann Friedrich Ernst Albrecht, 1786
- Reize door het Aapenland (onder pseudoniem J.A. Schasz).[af] (1788)
- Reize door de Oostenryksche Nederlanden, enz. Gedaan door een voornaam Hollandsch vlugteling, in den jaare 1788. Behelzende veele egte bijzonderheeden, zo van Braband, als der Hollandsche vlugtelingen, derwaards uitgeweeken[ag] (1788-1789)
- De Hollandsche wijsgeer in Braband. [Iets meer dan een roman][ah][ai][aj][ak] (1788-1790)
- De vlugtende wijsgeer in Holland. (Geen roman.)[al] (1789)
- De Boggels. Blijspel'[am] (1789)
- Democritus, of De gebannen filozoof. Blijspel[an] (1789)
- Debora en Barak (1789)
- Het land der willekeurigen (onder pseudoniem J.A. Schasz) (1789)
- De bedaarde en vrijmoedige Nederlander[ao] (vermoedelijke auteur, 1789-1790)
- De Hollandsche wijsgeer in Vrankrijk. [Veel meer dan een roman.][ap] (1790)
- De zegepraal der menschlievendheid over de dweeperij en het bijgeloof, of De heilrijke vrugten der volksverlichting in Vrankrijk. [Een Fransche geschiedenis][aq]
- De Hollandsche vaderlander; een waare geschiedenis, van het laatst der agttiende eeuw[ar] (1790)
- Simson in VIII boeken[as] (1790)
- Jozephus, of De zegepraal des bijgeloofs en der aristocratie. Nationaal tooneelspel[at] (1790)
- De koninglijke vlugt. Nationaal blyspel. Gevonden in de Tuilleries te Parijs[au] (vertaler, 1790. i.e 1791)
- Jacob, in zes boeken[av] (1791)
- Aan de voorstanders van het huis van Oranje; in de tegenwoordige omstandigheden, by de gelukkige vooruitzigten der Patriotten (1792)
- Geloofsbelydenis der eerlang wederkeerende patriotten; afgelegd ... door hen, te Duinkerken, Grevelingen en elders, waar zy zig als vlugtelingen bevinden ... in ... November 1792 (1792)
- De klugten der gekroonde stervelingen; of De hooge school der wijsgeeren[aw] (1792)
- Twee horologien en geen geld in de zak. Blijspel in vijf bedrijven. Het hoogduitsch vrij gevolgd[ax] (1792)
- De wijsgeer. Tooneelspel[ay] (1792)
- Mijne vrolijke wijsgeerte in mijne ballingschap[az] (1792)
- Mijn tegenwoordig vaderland; of Wijsgeerige geschiedenis van Vrankrijk[ba][bb] (3 delen, 1792)
- Aan de voorstanders van het huis van Oranje; in de tegenwoordige omstandigheden, by de gelukkige vooruitzigten der Patriotten[bc] (1792)
- Salomon, in VII boeken[bd] (1792)
- Karel Willem Ferdinand, hertog van Brunswyck Lunenburg; of de zegevierende Pruisschen en Oostenrykers in Vrankryk. Satyriek heldendigt. in proza.[be](1792)
- Het congres der Oostersche koningen: of de zegepraal van het despotismus. Treurspel in 3 bedryven[bf] (1792)
- Peter Paars, in vijftien boeken[bg][bh] (vertaler, 1792)
- Ewalds Rozenmond. Door hem zelf in het hoogduitsch beschreven[bi] (vertaler, 1792)
- Beknopt en duidelijk onderwijs in het silhouëtteeren[bj] (ca. 1792)
- Belgemer en Kehoumi; of De aartsvader der wijsgeeren. Eene Asiatische vertelling. In negen boeken[bk] (1793)
- Volledige beschrijving van alle konsten, ambachten, handwerken, fabrieken, trafieken, derzelver werkhuizen, gereedschappen, enz. Ten deele overgenomen uit de beroemdste buitenlandsche werken; en vermeerderd met de theorie en praktijk der beste inlandsche konstenaaren en handwerkslieden. Twaalfde stuk: De plateelbakker[bl] (1794)
- De Hollandsche vaderlander, of Geschiedenis van den ouden en jongen Cornelis[bm] (Tweede druk, 1794)
- De vlugt van Willem den vyfden; of de zegepraal der Bataafsche vryheid. Klugtige opera in twee bedryven[bn] (1795)
- De verwoesting van de stad Graave: of de verschriklyke uitwerkzels der dwinglandy. Republikeinsch treurspel. In een bedryf[bo] (1795)
- Vryheid; gelykheid; broederschap: of de zaak tot een uittersten gedreeven. Vaderlandsch klugtspel[bp] (1795)
- De belegering van 'sHertogenbosch: of Kees is t'huis. Republikeinsch toneelspel in drie bedryven[bq] (1795)
- Republikeinsch speelreisje, van Vrankryk naar Holland; door den burger Gerrit paape. Van wegens den Franschen volkvertegenwoordiger gerequireerd, om met ... generaal Daendels medetetrekken[br] (1795)
- Vrolijke reis van een Engelschman, door Holland[bs] (vertaler, 1796)
- Het verloste Nederland of De nationale conventie, staatkundige opera[bt] (1796)
- Republikeinsche klugtspelen[bu] (1796). Bevat: 1: De slymgasten. 2: De stille in den lande, of het nut der dagbladen. 3: De municipaal, die niet is zo als hij behoord te wezen
- Verantwoording van den burger Gerrit Paape, lid van de geweezene Commissie tot onderzoek, van het politiek en finantieel gedrag der voorgaande regeering. Aan zyne committenten de burgers van Dordrecht, behelzende de handelingen der gemelde commissie en derzelver ontdekkingen[bv] (1796)
- Jesus Christus de waare wysgeer: de beste vaderlander en de grootste menschenvriend[bw] (1796)
- Vrolijke caracterschetsen, en satirique leevensbeschrijvingen, van de belangrijkste personaadjen, die hun rol op het tegenwoordig staatstoneel speelen, of gespeeld hebben. De natuur gevolgd[bx] (1797)
- De onverbloemde geschiedenis van het Bataafsch patriottismus van deszelfs begin (1782) tot op den 12 Junij 1798 toe[by] (1798)
- De Bataafsche Republiek zo als zij behoord te zijn, en zo als zij wezen kan: of revolutionaire droom in 1798: wegens toekomstige gebeurtenissen tot 1998. Vrolijk en ernstig[bz] (1798)
- De knorrepot en de menschenvriend, of Vrolijke wandeling in en buiten de Bataafsche Republiek : behelzende satirique schetsen van verachtelijke, gevaarlijke, belachlijke en goede caracters van voornaame staatsmannen[ca] (1798)
- Het leven en sterven van een hedendaags aristocraat[cb] (1798)